# La Piedad
La Piedad è un comune del Messico, situato nello stato di Michoacán, il cui capoluogo è la localita di La Piedad de Cabadas.
Conta 99.576 abitanti (2010) e ha una estensione di 285,51 km². 		
La località è dedicata alla Nostra Signora della Pietà.